# John Pelling
John Albert Pelling, född 27 maj 1936 i London, död 14 juni 2023, var en brittisk fäktare.
Pelling blev olympisk silvermedaljör i värja vid sommarspelen 1960 i Rom.